# Клівленд
Клі́вленд (англ. Cleveland) — місто у США в штаті Огайо, центр округу Каягоґа, другого за населенням у штаті. Населення на 2018 рік становить 383 793, що робить Клівленд 51 містом за населеністю в США та другим за населеністю містом в Огайо після Колумбуса. Великий Клівленд є 32 за населеністю метрополійною територією у Сполучених Штатах із чисельністю населення станом на 2016 рік 2 055 612 людей. Місто входить до комбінованої статистичної зони Клівленд-Акрон-Кантон, населеність якої 2010 року становила 3 515 646 людей, посідаючи 15 місце серед таких округів у Сполучених Штатах.
Місто розляглось на південному березі озера Ері, приблизно за 100 кілометрів на захід від кордону Пенсільванії. Засноване 1796 року біля гирла річки Каягоґа, місто стало промисловим центром завдяки своєму розміщенню на березі озера та сполученню з численними каналами та залізничними гілками. Економіка Клівленда поділяється на декілька секторів, зокрема промисловий сектор, сектор фінансових послуг, охорони здоров'я та біомедичний сектор. Також Клівленд є домівкою для Зали слави рок-н-ролу.
Жителів міста називають клівлендцями, а саме місто має багато прізвиськ, найстарішим із яких є лісове місто.

## Історія
Докладніше: Історія Клівленда
Див. також: Хронологія історії Клівленда
Місто здобуло собі назву 22 липня 1796 року, коли топографи Коннектикутської земської компанії поділили Коннектикутський Західний резерв на волості зі столицею в Клівленді (англ. Cleaveland, на противагу сучасному англ. Cleveland) на честь свого тогочасного лідера, генерала Мойсея Клівленда. Перед поверненням додому Клівленд очолив створення плану місця, що йому судилось стати центром міста, сконцентрованим навколо Народної площі, а відтак більше ніколи не повертався до Огайо. Першим поселенцем Клівленда став Лоренцо Картер, який побудував хатину на узбережжі річки Каягоґа. Клівленд став селом 23 грудня 1814 року. Незважаючи на довколишню болотисту низовинну місцевість і суворі зими, його прибережне розташування вважалось перевагою місцини. Населення села почало стрімко зростати після завершення побудови 1832 року каналу Огайо й Ері. Це ключове сполучення між річкою Огайо та Великими озерами з'єднало село з Атлантичним океаном через канал Ері, а пізніше через Морський шлях святого Лаврентія, і до Мексиканської затоки через річку Міссісіпі. Зростання населеності продовжилось після побудови залізничних сполучень. 1836 року Клівленд здобув статус міста.

1836 року, місто, тоді ще розташоване лише на східному березі річки Каягоґа, ледь не вступило у відкрите військове протистояння зі сусіднім Огайо-Сіті, з яким сполучалось через міст. Огайо-сіті залишалось незалежним муніципалітетом аж до анексії Клівлендом 1854 року.

міста Клівленд 1877 року.

Первинне географічне розташування міста на транспортному шляху до Великих Озер відіграло важливу роль у його становленні як комерційного центру. Клівленд був кінцевою точкою призначення залізної руди та вугілля, добутих в Міннесоті, що доставлялась сюди залізницею. 1870 року Джон Д. Рокфеллер заснував у Клівленді нафтовидобувальну компанію «Standard Oil», а 1885 року перемістив її штаб-квартиру до Нью-Йорка. На початку двадцятого століття Клівленд став важливим промисловим центром Америки, бувши домівкою для таких автопромислових компаній як «Peerless», «People's», «Jordan», «Chandler» та «Winton», компанії що випустила перший в США автомобіль. Інші клівлендські автовиробники, такі як «White» і «Gaeth», виготовляли парові автомобілі, а компанія «Baker» виробляла електромобілі. У той час через свій стрімкий розвиток Клівленд називали шостим містом.
Станом на 1920 рік, здебільшого через свою економічну заможність, Клівленд став п'ятим найбільшим містом Америки. Серед міських лідерів було багато політиків-прогресивістів, як-от популіст мер Том Л. Джонсон. Багато визначних клівлендців того часу поховані на історичному кладовищі «Лейк в'ю», тут спочивають президент Джеймс А. Ґарфілд і Джон Д. Рокфеллер.
Із нагоди святкування сторіччя з часу набуття Клівлендом статусу міста, 1936 року було відкрито Великозерний ярмарокуздовж берега озера Ері на північ від середмістя. Первинно задуманий як спосіб розворушити місто після Великої депресії, ярмарок привабив чотири мільйони відвідувачів уже першого сезону, а до кінця другого, останнього, сезону у вересні 1937 року — 7 мільйонів відвідувачів. Експозицію було влаштовано на території, що зараз, з-поміж інших, належить Великоозерному науковому центрові, Залі слави рок-н-ролу та Приозерному летовищу ім. Берка. По завершенню Другої світової війни економіка міста продовжила процвітати. Серед спортивних перемог — «Індіанці» перемогли в Світовій серії 1948, «Барони» стали чемпіонами Американської гокейної ліги, а «Коричневі» домінували на професійній футбольній сцені в 1950-х. Зрештою, породивши багатьох чемпіонів із боксу та легкої атлетики, Клівленд здобув прізвисько «місто чемпіонів» у тогочасному спортивному світі. Підприємці заявляли, що Клівленд «найкраща локація у нації». 1940 року неіспаномовні білі становили 90.2 % населення Клівленда. Населеність сягнула своєї вершини 914 808, і 1949 року Клівленд був уперше названий «усеамериканським містом». У 1960-х роках ріст економіки сповільнився, мешканці підшукували собі житло в передмісті, віддзеркалюючи загальнонаціональну тенденцію до субурбанізації.

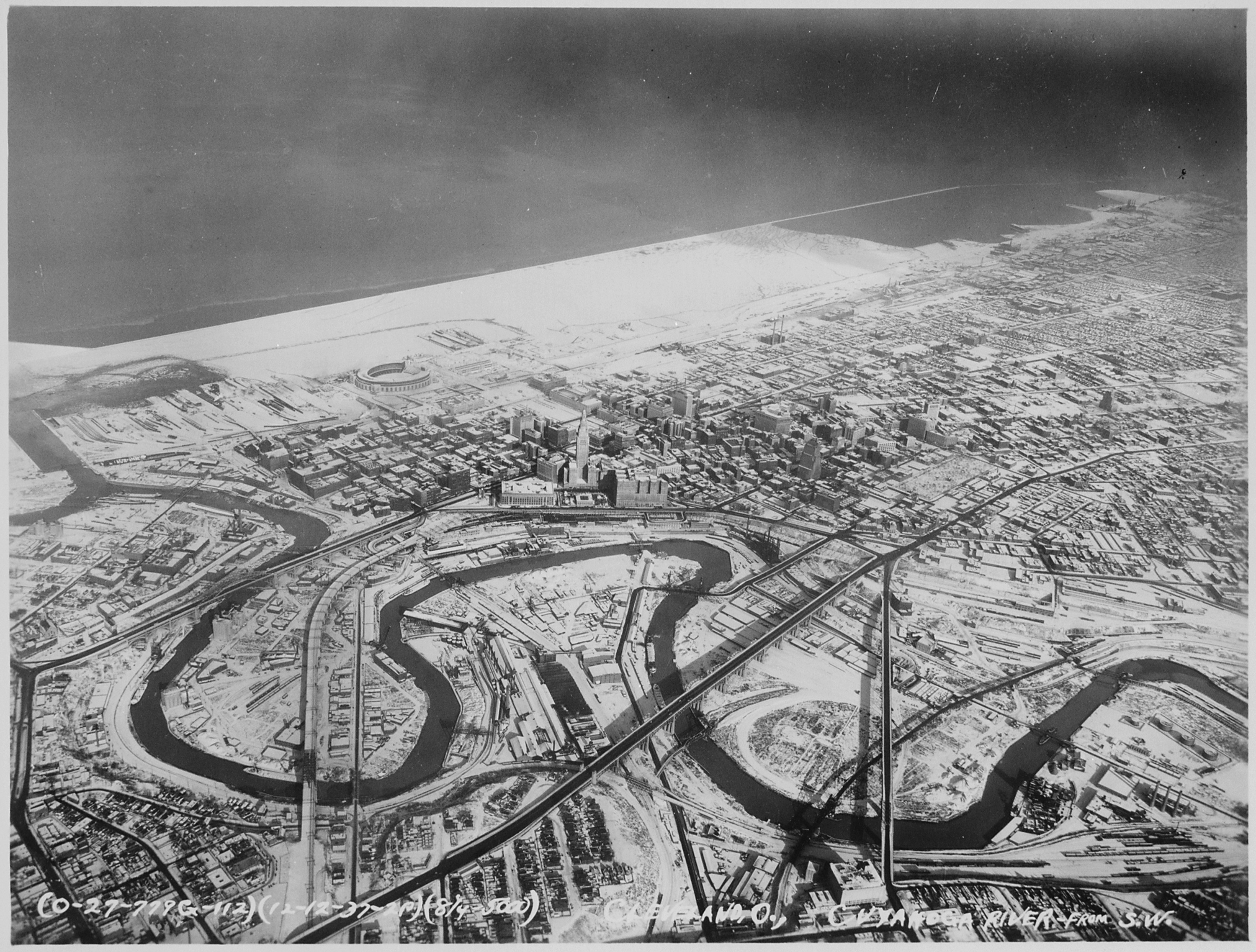
Річка Каягоґа плине через. Вигляд на (1937)

У 1950-х — 1960-х роках у Клівленді відбулися соціальні та расові заворушення, що ознаменувались Гафськими заворушеннямиз 18 до 23 липня 1966 та Ґленвіллською стріляниною з 23 до 25 липня 1968 року. У листопаді 1967 року Клівленд став першим великим американським містом, що обрало чорношкірого мера — Карла Стокса (перебував на посаді з 1968 по 1971 рік).
У грудні 1978 року Клівленд став першим великим американським містом із часів Великої депресії, у якому настав фінансовий дефолт через федеральні позики. На початку 1980-х років декілька чинників, серед яких зміни в міжнародній політиці вільної торгівлі, інфляція й ощадно-позикова криза, спричинились до рецесії, яка торкнулась таких міст, як Клівленд. Рівень безробіття сягнув своєї вершини 1983 року, а Клівлендовий показник 13,8 % був вищим за середньонаціональні цифри через закриття кількох виробничих центрів.
Економічне відновлення в метрополійній території розпочалось за каденцій мерів Джорджа Войновича та Майкла Р. Вайта. Перебудова міста найбільших обертів набрала в районі середмістя поблизу спортивно-розважального комплексу «Ґейтвей (спортивний комплекс)», що складається зі стадіону «Проґресів-філд» і «Квікен-Лонс-арени», та поблизу Північно-узбережної гавані, що складається із Зали слави рок-н-ролу, стадіону «Ферст-енерджі» та Великоозерного наукового центру. Місцеві ЗМІ прозвали Клівленд «видужалим містом» поки відбувався розвиток середміських кварталів і поліпшення освітньої системи як муніципальні пріоритети. 1999 року Клівленд увійшов до списку світових міст.
У 21 столітті місто поліпшило свою інфраструктуру, стало більш різногалузевим, здобуло загальнонаціональну репутацію в медичній сфері, інвестувало кошти в розвиток мистецтва. Загалом, Клівленд вважають містом, у якого відкрилось друге дихання. Серед міських пріоритетів є реновація житлових кварталів і збільшення інвестування в державну освіту.

## Географія

### Топографія
Згідно з Бюро перепису населення США, площа міста становить 213,6 км2, з яких 201,24 км2 припадає на суходіл і 12,35 км2 на воду. Узбережжя озера Ері розташоване 173 метри поверх рівня моря, однак саме місто розляглось на низці строкатих стрімчаків, приблизно перпендикулярних до озера. У Клівленді ці стрімчаки здебільшого прорізані річкою Каягоґа, Великим струмком і Евклідовим струмком. Що далі від берега озера суходіл різко піднімається. Народна площа, віддалена від берега на 1,6 км, розляглась на висоті 198 м від рівня моря, а Гопкінське летовище, 8 км від озера, на висоті 241 м.

### Міський пейзаж

#### Архітектура
Див. також: Список найвищих будівель у Клівленді та Національний реєстр історичних місць у Клівленді

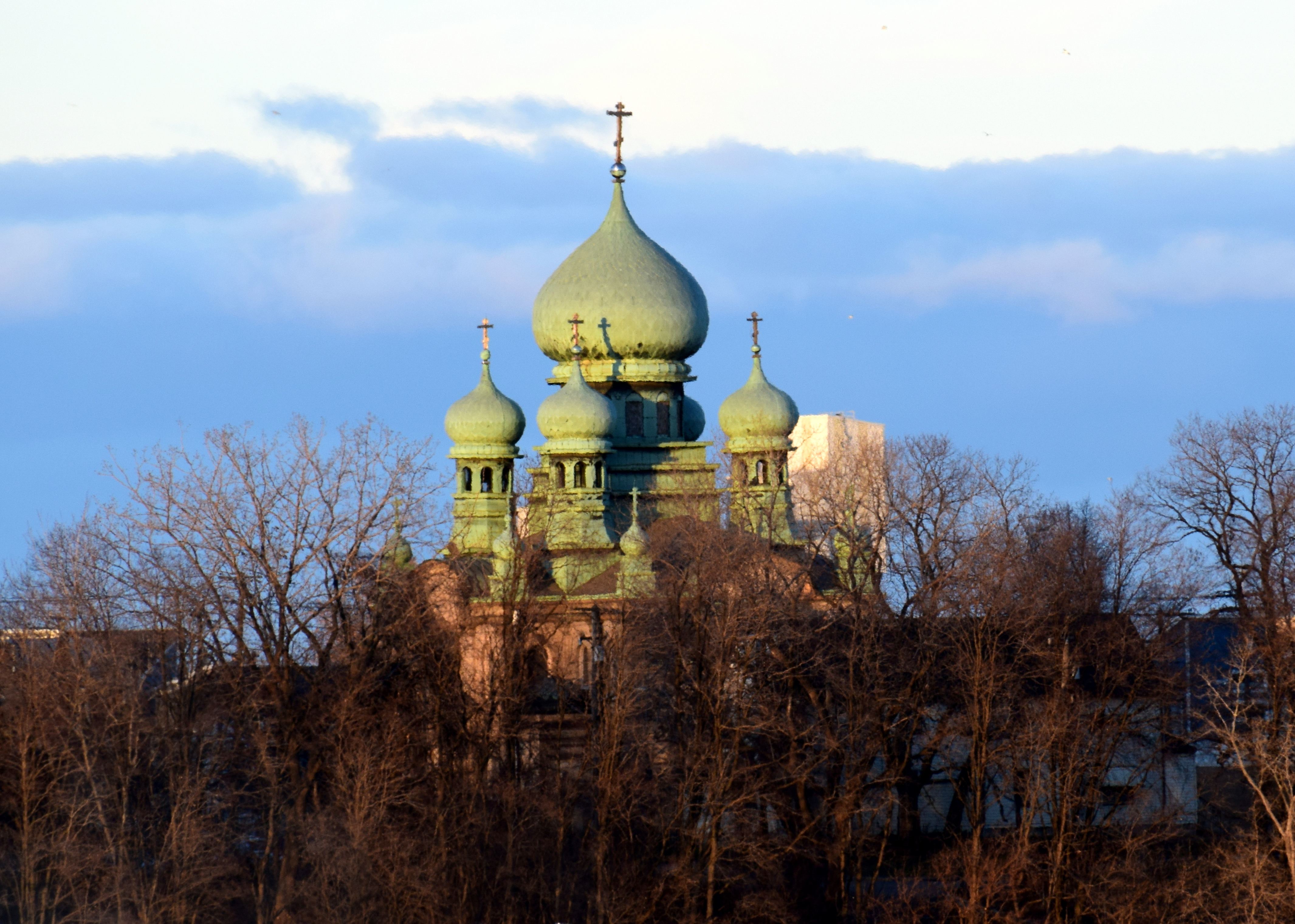
Російський православний кафедральний собор св. Феодосія

Середмістю Клівленда характерна різнопланова архітектура. Багато місцевих управлінських і цивільних споруд, а зокрема Будівля міської ради, Будівля Каягоґського федерального суду, Клівлендська громадська бібліотека, Громадська аудиторія, згуртовані навколо відкритої алеї та всі побудовані в неокласичному стилі. Зведені на початку 20 століття, усі вони беруть початок від «гуртового» плану забудови 1903 року і є найпримітнішим прикладом філософії руху «Красиве місто» в США. Термінал-Тавер, добудована 1930 року, була найвищою будівлею в Північній Америці (не враховуючи Нью-Йорк) до 1964 року та найвищою спорудою міста аж до 1991 року. Будівля є типовим прикладом архітектурного стилю боз-ар серед хмарочосів. Два новіших небосяги розташовані на Народній площі — цей Кей-Тавер (наразі найвища споруда в Огайо) та Будівля Гантінґтонського банку, обидві поєднують елементи стилю Ар Деко з постмодерними деталями. Іншим архітектурним скарбом Клівленда є Аркада (іноді її також називають Старою Аркадою), п'ятиповерхова аркада, зведена 1890 року та оновлена 2001 року й слугує Гаяттовому Регенському Готелеві. Примітними прикладами храмової архітектури в Клівленді є історична Стара кам'яна церква, що розташовується в середмісті Клівленда, та Російський православний православний кафедральний собор св. Теодозія з його цибулеподібніми банями, що розміщений у Тремонті, а також численні етнічно натхненні римо-католицькі храми. На схід від Народної площі аж до Університетського кільця тягнеться Евклідова авеню, усталено престижна й елегантна вулиця. Наприкінці 1880-х років письменник Беярд Тейлор описав її як «найкрасивішу вулицю на світі». Відома під назвою «вулиця мільйонерів», Евклідова авеню відома на весь світ як домівка для таких визначних людей як Рокфеллер, Генна та Гей.

#### Мікрорайони

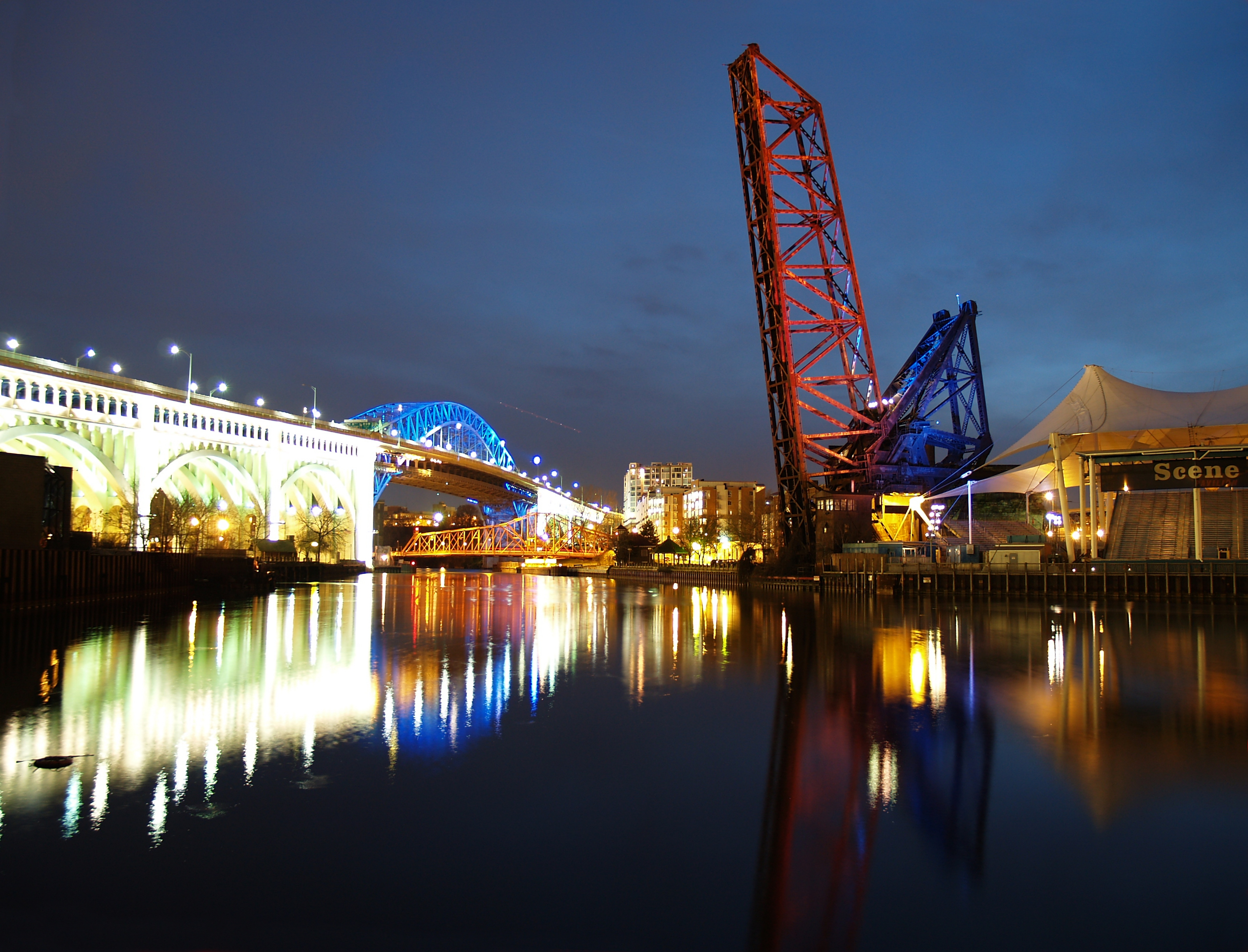
Західний берег і річка Каягоґа в

Середмістя Клівленда розгортається довкола Народної площі й складається з різноманітних районів. Воно є домівкою для традиційного Фінансового району, Громадського центру, Клівлендського Театрального району, де розміщується площа «Плейгаус». Райони змішаного вжитку, як-от Низини та Складський район, забудовані промисловими й офісними спорудами, ресторанами та барами. Кількість житлових блоків у вигляді кондомініумів, лофтів і квартир перебуває під постійним зростанням із 2000 року. Серед нещодавніх проектів із розвитку міста було відновлення Низин, запуск проекту «Евклідів коридор», та будівельні роботи на Східній 4-ій вулиці. Міщани географічно поділяють себе на східнобережних і західнобережних мешканців відносно річки Каягоґа. На східному березі розташовуються мікрорайони Бакеє-Шейкер, Централ, Коллінвуд, Корлетт, Евклід-Ґрін, Фейрфекс, Форест-Гіллз, Ґленвілль, Пейн/Ґудріх-Кіртленд-Парк, Гах, Кінсмен, Лі Гарвард/Севілл-Майлс, Маунт-Плезент, Ноттінґгем, Сент-Клер-Суперіор, Юніон-Майлз-Парк, Університетське кільце, Мала Італія, Вудлендські пагорби. На західному березі розміщені мікрорайони Бруклінський центр, Кларк-Фултон, Детройт-Шорвей, Куделл, Еджвотер, Огайо-Сіті, Тремонт, Старий Бруклін, Стокіярдз, Західний Бульвар і ще чотири мікрорайони, які міщани називають Західним Парком: Каммз-Корнерз, Джефферсон, Пурітас-Лонґмед і Ріверсайд. Три мікрорайони, що розляглись у Каягоґській долині, інколи називають південнобережними — Промислова долина/Качиний острів, Слов'янське село (Північний і Південний Бродвеї) та Тремонт.

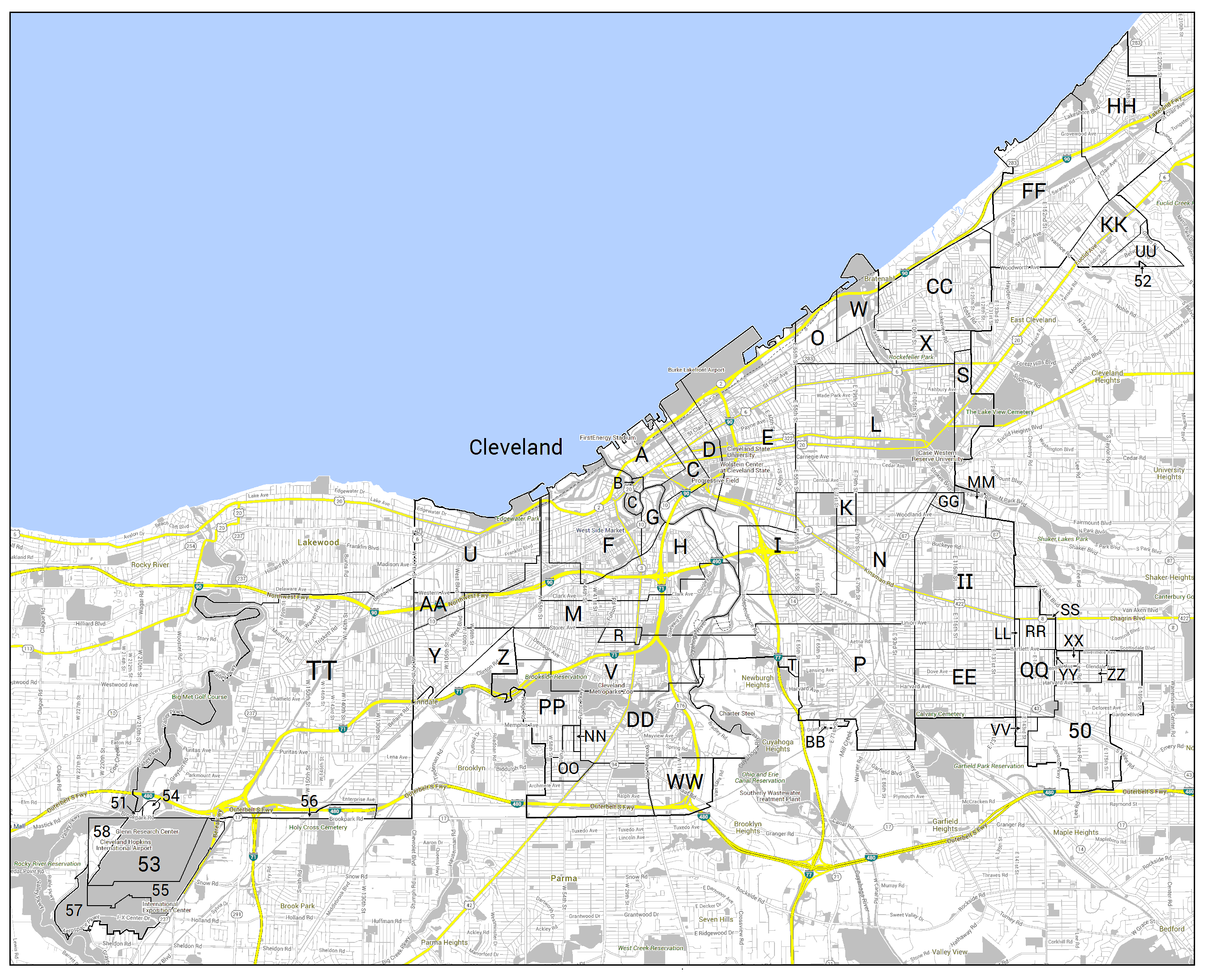
Карта сіл та інших територій, анексованих Клівлендом

Декілька середмісних мікрорайонів в останні роки переживають джентрифікацію. Спроби мікрорайонів як на західному березі (Огайо-Сіті, Тремонт, Детройт-Шорвей і Еджвотер), так і на східному (Коллінвуд, Гах, Фейрфекс і Мала Італія) залучити креативний клас працівників, що переживає час підйому, увінчались успіхом, що посприяло розвитку житлових мікрорайонів. До того ж розвиток концепту зонування «живи і працюй» поблизу східної частини міста посприяв перетворенню старих промислових споруд на лофти для митців.

#### Передмістя
Докладніше: Великий Клівленд
До старіших передмість Клівленда, що розміщені в межах внутрішнього кільця, належать Бедфорд, Бедфорд-Гайтс, Брук-Парк, Бруклін, Бруклін-Гайтс, Клівленд-Гайтс, Каягоґа-Гайтс, Східний Клівленд, Евклід, Фейрв'ю-Парк, Ґарфілд-Гайтс, Лейквуд, Лінндейл, Мейпл-Гайтс, Ньюберґ-Гайтс, Парма, Парма-Гайтс, Шейкер-Гайтс, Солон, Саут-Евклід, Юніверсіті-Гайтс і Ворренсвілль-Гайтс. Багато передмість є членами першого консорціуму передмість північно-східного Огайо.

### Клімат

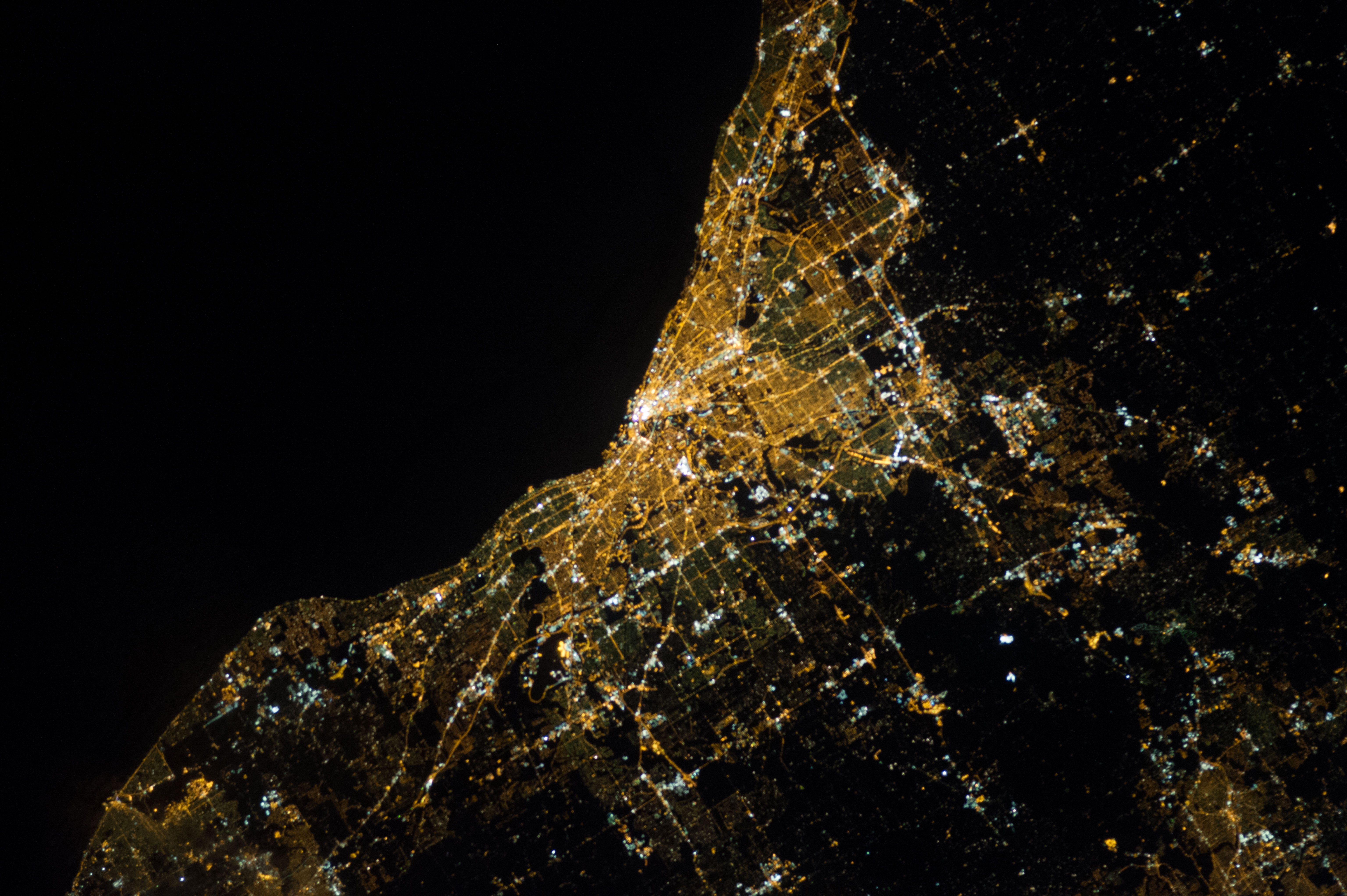
Світлина Клівленда та довколишніх передмість від НАСА

Звичайно для регіону Великих озер, для Клівленда притаманний континентальний клімат із роздільними чотирма порами року, а саме місто розташоване у вологій континентальній зоні (Dfa за Кеппеном). Літа теплі або спекотні та вологі, а зими холодні та сніжні. Узбережжя озера Ері іде майже в східно-західному напрямку від гирла Каягоґи до Сендаскі, але біля гирла Каягоґи різко повертає на північний схід. Цей факт є головним чинником для снігового ефекту озера, що є типовим для Клівленда (особливо на сході міста) із середини листопада аж допоки озеро Ері не замерзне, що звичайно відбувається наприкінці січня — на початку лютого. Ефект озера також спричиняє відносну різницю в географічній сумі опалого снігу: в аеропорті Клівленд (на заході міста) сягнула 254 см снігу за сезон всього тричі з часу рекордного 1893 року, наближення або перевершення сезонної суми 254 см не є рідкісними в місцях, де місто піднімається до Висот на сході, де розпочинається регіон, який називають Сніговим поясом. Простягаючись від сходу міста до передмість, Сніжний пояс досягає узбережжя озера Ері поблизу Баффало.
Найвища температура за час спостереження в Клівленді становила 40 °C (25 червня 1988 року), а найнижча температура становила −29 °C (19 січня 1994 року). У середньому найтеплішим місяцем у році є липень із середньою температурою 23.1 °C, а найхолоднішим є січень із середньою температурою −2.2 °C. Річною нормою атмосферних опадів, розрахованою як середню за 30 років із 1981 по 2010, є 990 мм опадів. Найнижчий показник опадів фіксують на заході міста, а також чітко вздовж озера, а найвищий показник фіксують у східних передмістях. Східні частини округу Ґоґа одержують понад 1,100 мм рідких опадів щорічно.
| Клімат Клівленд (Клівлендський аеропорт), норми 1981—2010, крайності 1871—донині | Клімат Клівленд (Клівлендський аеропорт), норми 1981—2010, крайності 1871—донині | Клімат Клівленд (Клівлендський аеропорт), норми 1981—2010, крайності 1871—донині | Клімат Клівленд (Клівлендський аеропорт), норми 1981—2010, крайності 1871—донині | Клімат Клівленд (Клівлендський аеропорт), норми 1981—2010, крайності 1871—донині | Клімат Клівленд (Клівлендський аеропорт), норми 1981—2010, крайності 1871—донині | Клімат Клівленд (Клівлендський аеропорт), норми 1981—2010, крайності 1871—донині | Клімат Клівленд (Клівлендський аеропорт), норми 1981—2010, крайності 1871—донині | Клімат Клівленд (Клівлендський аеропорт), норми 1981—2010, крайності 1871—донині | Клімат Клівленд (Клівлендський аеропорт), норми 1981—2010, крайності 1871—донині | Клімат Клівленд (Клівлендський аеропорт), норми 1981—2010, крайності 1871—донині | Клімат Клівленд (Клівлендський аеропорт), норми 1981—2010, крайності 1871—донині | Клімат Клівленд (Клівлендський аеропорт), норми 1981—2010, крайності 1871—донині | Клімат Клівленд (Клівлендський аеропорт), норми 1981—2010, крайності 1871—донині |
| Показник                                                                         | Січ.                                                                             | Лют.                                                                             | Бер.                                                                             | Квіт.                                                                            | Трав.                                                                            | Черв.                                                                            | Лип.                                                                             | Серп.                                                                            | Вер.                                                                             | Жовт.                                                                            | Лист.                                                                            | Груд.                                                                            | Рік                                                                              |
| Абсолютний максимум, °C                                                          | 23                                                                               | 25                                                                               | 28                                                                               | 31                                                                               | 33                                                                               | 40                                                                               | 39                                                                               | 39                                                                               | 38                                                                               | 32                                                                               | 28                                                                               | 25                                                                               | 40                                                                               |
| Середній максимум, °C                                                            | 1,3                                                                              | 3,1                                                                              | 8,1                                                                              | 15,1                                                                             | 20,8                                                                             | 25,9                                                                             | 28,1                                                                             | 27,1                                                                             | 23,3                                                                             | 16,8                                                                             | 10,4                                                                             | 3,5                                                                              | 15,3                                                                             |
| Середній мінімум, °C                                                             | −5,7                                                                             | −4,7                                                                             | −1                                                                               | 4,7                                                                              | 10,1                                                                             | 15,4                                                                             | 17,9                                                                             | 17,3                                                                             | 13,3                                                                             | 7,4                                                                              | 2,7                                                                              | −3,1                                                                             | 6,3                                                                              |
| Абсолютний мінімум, °C                                                           | −29                                                                              | −27                                                                              | −21                                                                              | −12                                                                              | −4                                                                               | −1                                                                               | 5                                                                                | 3                                                                                | 0                                                                                | −7                                                                               | −18                                                                              | −26                                                                              | −29                                                                              |
| Середня кількість сонячних годин на місяць                                       | 101,0                                                                            | 122,3                                                                            | 167,0                                                                            | 216,0                                                                            | 263,6                                                                            | 294,6                                                                            | 307,2                                                                            | 262,2                                                                            | 219,0                                                                            | 169,5                                                                            | 89,8                                                                             | 67,8                                                                             | 2,280                                                                            |
| Норма опадів, мм                                                                 | 69.1                                                                             | 59.4                                                                             | 74.4                                                                             | 88.6                                                                             | 93                                                                               | 87.1                                                                             | 87.9                                                                             | 89.2                                                                             | 96.8                                                                             | 78                                                                               | 91.9                                                                             | 78.7                                                                             | 994.2                                                                            |
| Днів з опадами                                                                   | 17,1                                                                             | 13,9                                                                             | 14,2                                                                             | 14,4                                                                             | 13,2                                                                             | 11,1                                                                             | 10,3                                                                             | 9,8                                                                              | 10,0                                                                             | 11,4                                                                             | 13,5                                                                             | 16,0                                                                             | 154,9                                                                            |
| Днів зі снігом                                                                   | 13,5                                                                             | 10,1                                                                             | 7,5                                                                              | 2,3                                                                              | 0                                                                                | 0                                                                                | 0                                                                                | 0                                                                                | 0                                                                                | 0,2                                                                              | 3,3                                                                              | 10,0                                                                             | 46,9                                                                             |
| Вологість повітря, %                                                             | 73.3                                                                             | 73.0                                                                             | 70.4                                                                             | 66.1                                                                             | 67.3                                                                             | 69.0                                                                             | 69.8                                                                             | 73.1                                                                             | 73.7                                                                             | 70.8                                                                             | 71.9                                                                             | 74.1                                                                             | 71.0                                                                             |
| -------------------------------------------------------------------------------- | -------------------------------------------------------------------------------- | -------------------------------------------------------------------------------- | -------------------------------------------------------------------------------- | -------------------------------------------------------------------------------- | -------------------------------------------------------------------------------- | -------------------------------------------------------------------------------- | -------------------------------------------------------------------------------- | -------------------------------------------------------------------------------- | -------------------------------------------------------------------------------- | -------------------------------------------------------------------------------- | -------------------------------------------------------------------------------- | -------------------------------------------------------------------------------- | -------------------------------------------------------------------------------- |
| Джерело: NOAA (відносна вологість і сонце 1961—1990)                             |                                                                                  |                                                                                  |                                                                                  |                                                                                  |                                                                                  |                                                                                  |                                                                                  |                                                                                  |                                                                                  |                                                                                  |                                                                                  |                                                                                  |                                                                                  |

## Населення
Докладніше: Населення Клівленда
| Раса/походження                                  | 1900   | 1950   | 1990   | 2010   |
| ------------------------------------------------ | ------ | ------ | ------ | ------ |
| Білі                                             | 98.4 % | 83.7 % | 49.5 % | 37.3 % |
| —Не латиноамериканці                             | н/з    | н/з    | 47.8 % | 33.4 % |
| Афроамериканці                                   | 1.6 %  | 16.2 % | 46.6 % | 53.3 % |
| Іспаномовні та латиноамериканці (будь-якої раси) | н/з    | н/з    | 4.6 %  | 10.0 % |
| Азійці                                           | —      | 0.2 %  | 1.0 %  | 1.8 %  |

### Перепис 2010 року

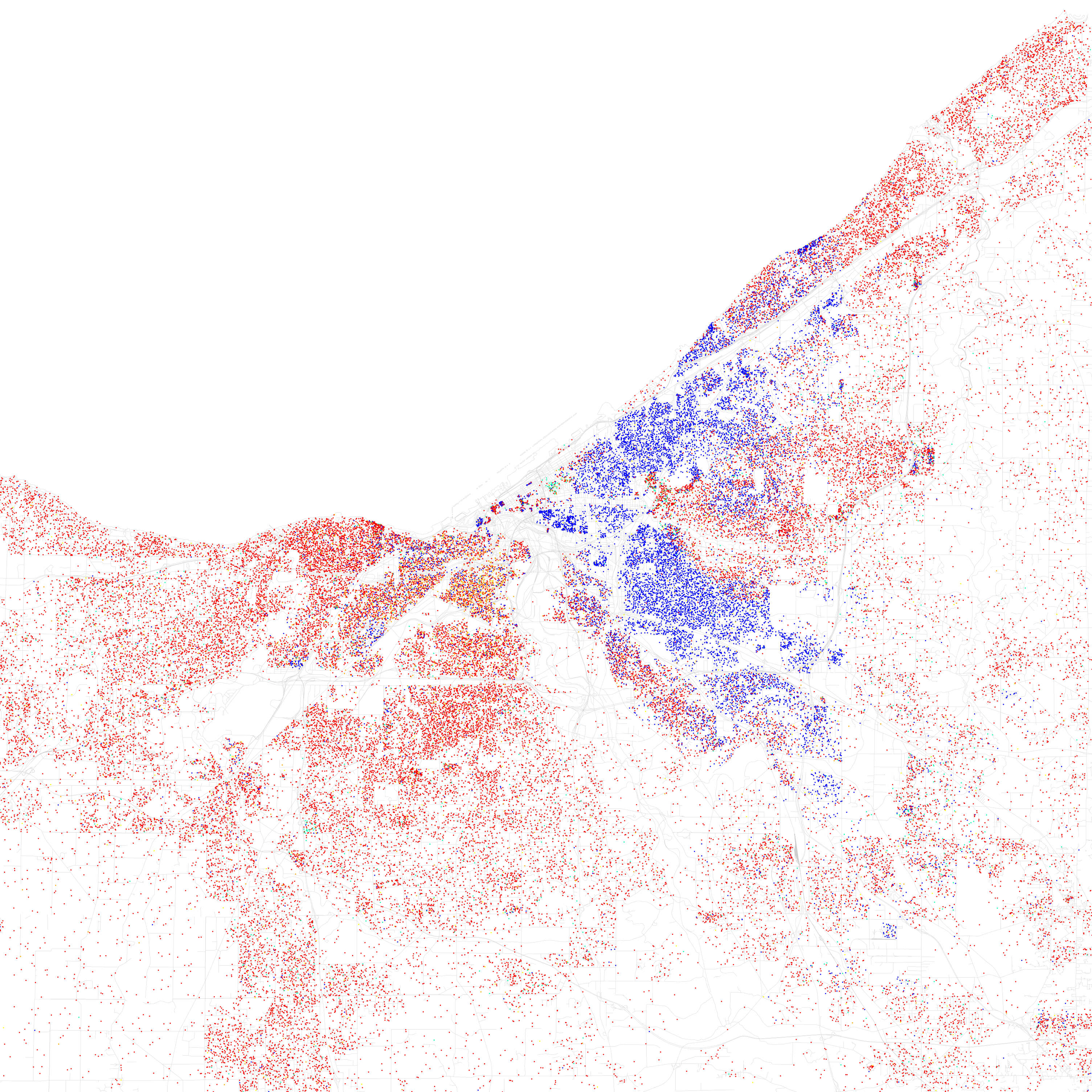
Карта расового розподілу в Клівленді за даними перепису населення США 2010 року. Кожна крапка відображає 25 осіб: Білі, Чорні, Азійці, Іспаномовні та Інші (жовтим)

На час проведення перепису населення 2010 року в місті було 396 698 жителів, 167 490 домогосподарств і 89 821 родина. Густота населення становила 1 971,8 жителя на кілометр квадратний. У місті було 207 536 житлових одиниць із середньою густотою 1 031,3 на квадратний кілометр. У расовому складі домінували афроамериканці — 53,3 %; білі — 37,3 %; корінні американці — 0,3 %;азійці — 1,8 %; інші раси — 4,4 %; дві або більше раси — 2,8 %. Іспаномовні та латиноамериканці становили 10,0 % в структурі населення.
У місті було 167 490 домогосподарств, з яких 29,7 % мали дітей віком до 18 років, що проживали разом із ними, 22,4 % становили одружені пари, що жили разом, 25,3 % мали жінку-господарку без чоловіка, 6,0 % мали чоловіка-господаря без жінки, а 46,4 % не були сім'ями. 39,5 % домогосподарства складались із осіб віком понад 65 років, а 10,7 % господарств містили хоча б одну таку особу. Середній розмір домогосподарства становив 2,29 особи, а середній розмір родини — 3,11.
Середній вік у місті становив 35,7 років. 24,6 % жителів були віком до 18 років; 11 % були віком від 18 до 24 років; 26,1 % були віком від 25 до 44 років; 26,3 % були віком від 45 до 64 років; і 12 % були віком 65 років і старші. У статевому складі міста 48,0 % становили чоловіки і 52,0 % жінки.

### Перепис 2000 року

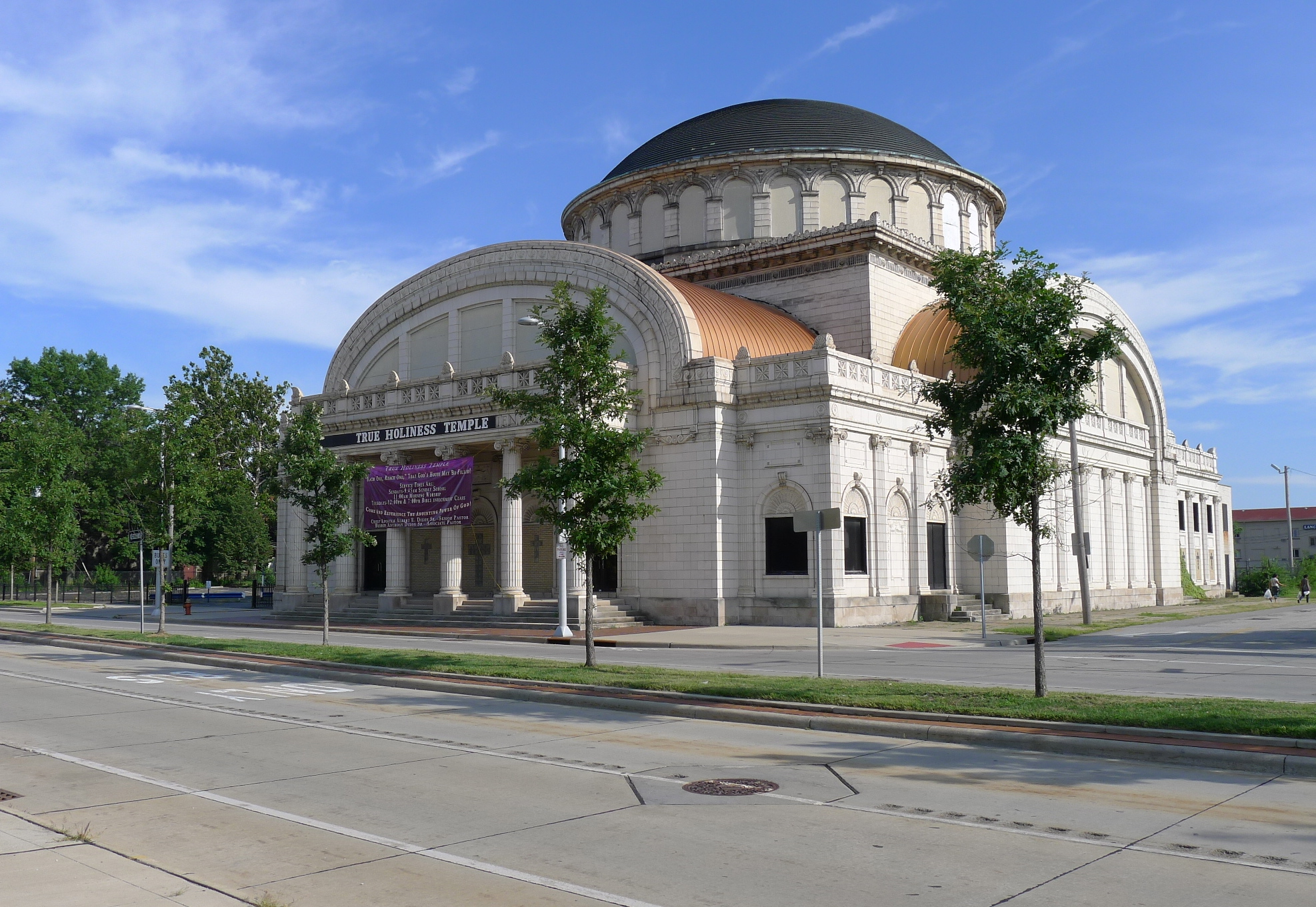
Побудована як Друга церква Христа-науковця, ця будівля на сході Клівленда служить тепер як Храм справжньої святості — храм п'ятдесятників, розташований на Евклідовій авеню, що обслуговує здебільшого афроамериканську громаду.

На час проведення перепису населення 2000 року в місті було 478 403 жителів, 190 636 домогосподарств і 111 904 родини. Густота населення становила 2 380 жителів на кілометр квадратний. У місті було 215 856 житлових одиниць із середньою густотою 1 074,3 на квадратний кілометр. У расовому складі домінували афроамериканці — 51.0 %; білі — 41.5 %; корінні американці — 0,3 %; азійці — 1,3 %; інші раси — 3,6 %; дві або більше раси — 2,2 %. Іспаномовні та латиноамериканці становили 7,3 % в структурі населення. Серед етнічних груп були наявні німці (15,2 %), ірландці (10,9 %), англійці (8,7 %), італійці (5,6 %), поляки (3,2 %) та французи (3,0 %). Із усієї структури населення 4.5 % були народженні закордоном, з яких 41,2 % були народжені в Європі, 29,1 % в Азії, 22,4 % в Латинській Америці, 5,0 % в Африці та 1,9 % в Північній Америці
У місті також наявні немалі спільноти словаків, угорців, французів, словенців, чехів, українців, арабів, данців, шотландців, росіян, шотландоірландців, хорватів, македонців, пуерториканців, вест-індійців, румунів, литовців і греків. В один час в Клівленді була така кількість угорців, що їхня концентрація в місті була найвищою у світі поза межами Будапешта. Висока наявність робочих місць у Клівленді посприяла міграції афроамериканців із південних штатів. У період із 1920 по 1960 роки чорношкіре населення Клівленда зросло з 35 000 до 251 000 осіб.
Із 190 638 домогосподарств, 29,9 % мали дітей віком до 18 років, що жили разом із ними, 28,5 % становили одружені пари, що жили разом, 24,8 % мали жінку-господарку без чоловіка, 41,3 % не були сім'ями. 35,2 % домогосподарства складались із осіб віком понад 65 років, а 11,1 % господарств містили хоча б одну таку особу. Середній розмір домогосподарства становив 2,44 особи, а середній розмір родини — 3,19.
Середній вік у місті становив 33 роки. Віковий розподіл населення показує, що 28,5 % жителів були віком до 18 років; 9,5 % були віком від 18 до 24 років; 30,4 % були віком від 25 до 44 років; 19,0 % були віком від 45 до 64 років; і 12,5 % були віком 65 років і старші. На кожних 100 жінок припадало 90 чоловіків. На кожних 100 жінок віком від 18 років було 85,2 чоловіка.
Середній річний дохід домогосподарства в місті становив 25 928 доларів США, а середній річний дохід родини становив 30 286 доларів. Серед чоловіків середній дохід становив 30 610 доларів, а серед жінок — 24 214 доларів. Середній річний дохід особи в місті становив 14 291 долар. 26,3 % населення та 22,9 % сімей були за межею бідності. Із усієї структури населення 37,6 % осіб віком до 18 років і 16,8 % осіб віком від 65 років жили за межею бідності.

### Мови
Станом на 2010 рік 88,4 % (337 658) жителів Клівленда віком 5 років і старші розмовляли англійською мовою як своєю першою, водночас 7,1 % (27 262) розмовляли іспанською, 0,6 % (2 200) — арабською та 0,5 % (1 960) — китайською. До того ж, 0,9 % (3 364) розмовляли однією зі слов'янських мов (із них 1 279 — польською, 679 — сербохорватською та 485 — російською). Загалом, 11,6 % (44 148) жителів Клівленда віком 5 років і старших розмовляли відмінною мовою від англійської.

## Українська громада

### Початки Української громади Клівленду

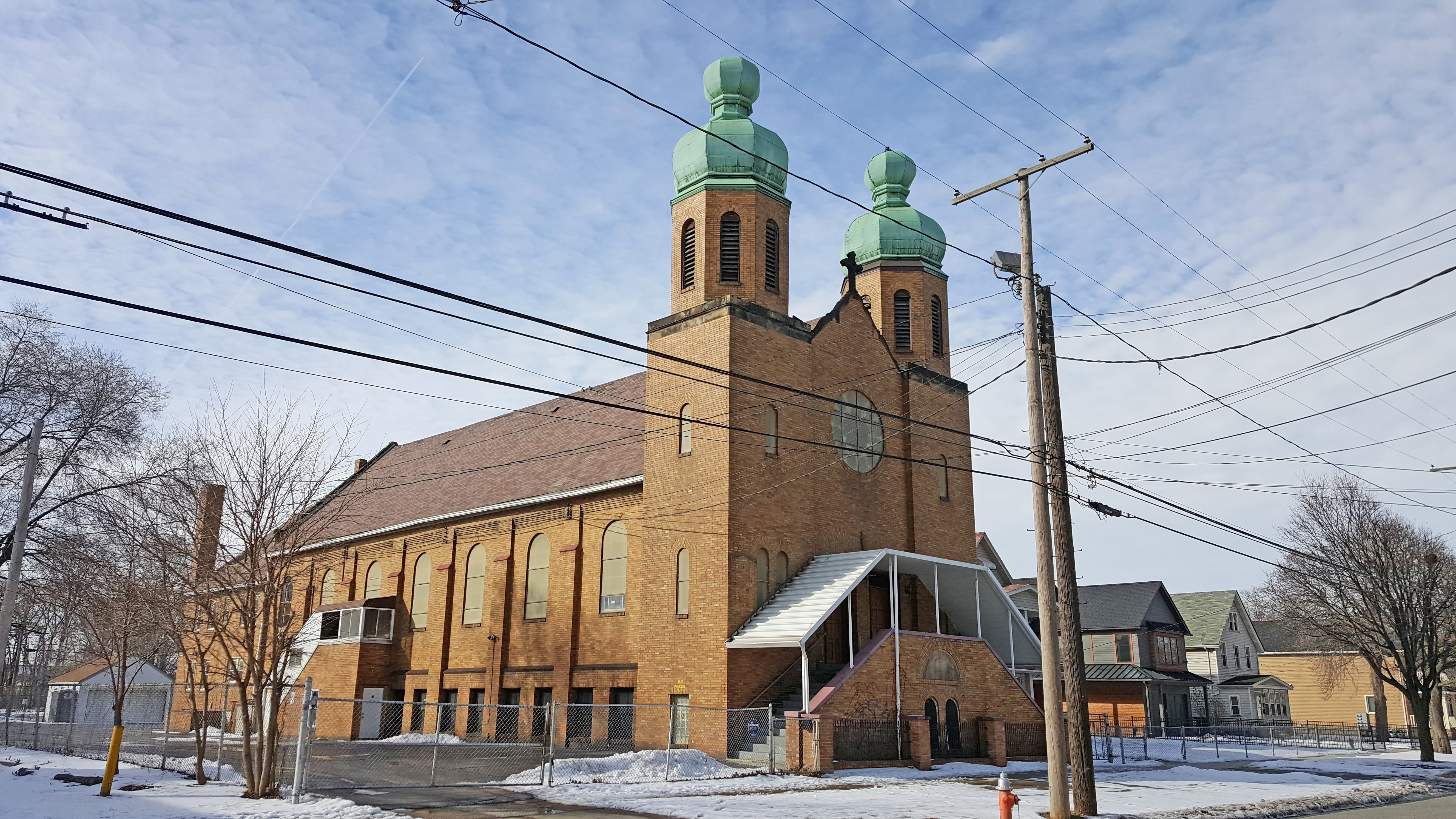
Церква Святого Володимира української православної церкви у районі Трімант міста Клівленда. Будівництво завершено 1933 року.

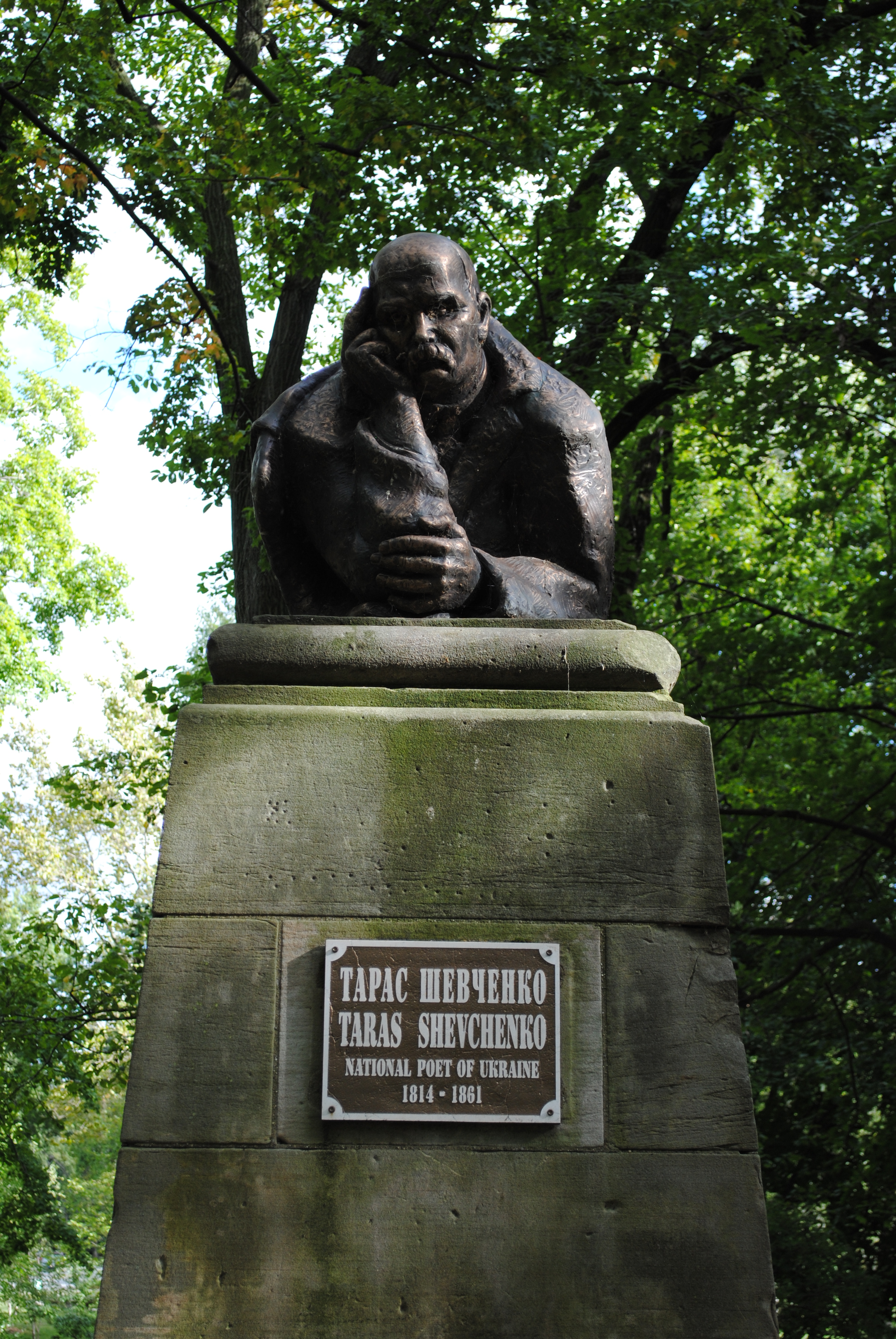
Пам'ятник Шевченкові в Клівленді в Українському саду.

Українська громада Клівленду, Огайо може числити свої роки вже від перших імігрантів, які прибули на цей терен починаючи з 1880 року із Закарпаття, а 1901 року з Галичини та Лемківщини. Однак громада, як вже дещо зорганізована одиниця із національною свідомістю, взяла свої початки паралельно із появою  газети «Свобода» та заснованням Українського (тоді Руського) Народного Союзу, а на цьому терені — його першого відділу Братства свв. Апостолів Петра і Павла в 1902 році. У Клівленді емігрантами із Закарпаття поставлено пам'ятник Олександру Духновичу. Тут мешкав педагог, письменник і літературознавець Володимир Радзикевич.
Наразі єдиною об'єднуючою організацією української громади в Клівленді є Українські Злучені Організації Огайо, яка представляє централю Українського Конґресового Комітету Америки (УККА) на терені Великого Клівленду і північно-східного Огайо.
Також є район «Ukrainian village» для проживання українців де розташовані українські магазини, банк і т.д

### Українське шкільництво в Клівленді
Школа українознавства імені Тараса Шевченка (Парма, Огайо)
Школа українознавства Товариства «Рідна Школа» (Парма, Огайо)

### Українська преса в Клівленді
Бюлетень Вісті УЗО
Газета Український Клівленд (2007–2009)

### Персоналії
- Трач Пилип — офіцер 14-ї гренадерської дивізії військ СС «Галичина», ветеранський і громадський діяч в діаспорі.
- Чучкевич Остап — український військовий та політичний діяч, член ОУН, командир 14-ї роти 29-го полку дивізії «Галичина».

## Економіка

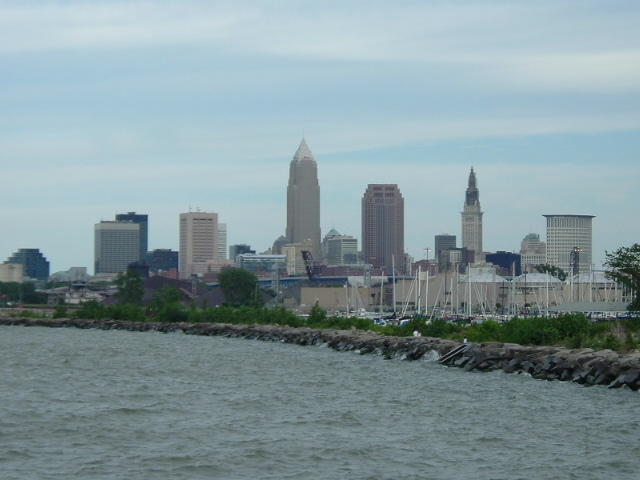
Вигляд середмістя Клівленда з боку парку Еджвотер

Докладніше: Економіка Великого Клівленда
Клівленд — перший центр нафтопереробки у США у ХІХ ст. У 1860-х роках Джоном Рокфеллером у місті Клівленд була заснована нафтова компанія «Standard Oil». На початку ХХ століття близько чверті робочих місць в регіоні знаходились на металургійних заводах. Велика депресія завдала шкоди економіці області і спричинила до 35 % безробіття. Місто Клівленд потрапило в дефолт у 1978 році і отримало борги у розмірі 30 мільйонів доларів. Економіка області поліпшилася протягом 1990-х років. Проте Велика рецесія заважала регіону, коли рівень безробіття міста Клівленд досяг 12 %. З тих пір стан економіки району покращився. ВВП регіону становить близько 130 мільярдів доларів.
Розташування Клівленда на річці Каягоґа та поблизу озера Ері стали ключовими чинниками економічного розвитку міста. Канал Огайо-Ері та наявність залізничного сполучення посприяли становленню міста як важливого підприємницького центру. Виготовлення сталі та деяких інших виробів постало основним напрямком промисловості.
Місто диверсифікувало свою економіку разом із розширенням виробничого сектора. Клівленд є домівкою для штаб-квартир багатьох великих компаній, як-от «Applied Industrial Technologies», «Cleveland-Cliffs Inc.», «Forest City Enterprises», «NACCO Industries», «Sherwin-Williams» і «KeyBank». У Клівленді розміщений підрозділ НАСА — Дослідницький центр ім. Ґленна. «Jones Day», одна з найбільших адвокатських фірм у США, була заснована в Клівленді. 2007 року ринок нерухомості Клівленда пережив значний підйом із рекордною кількістю придбань і 10%-вим показником вакантності житла.

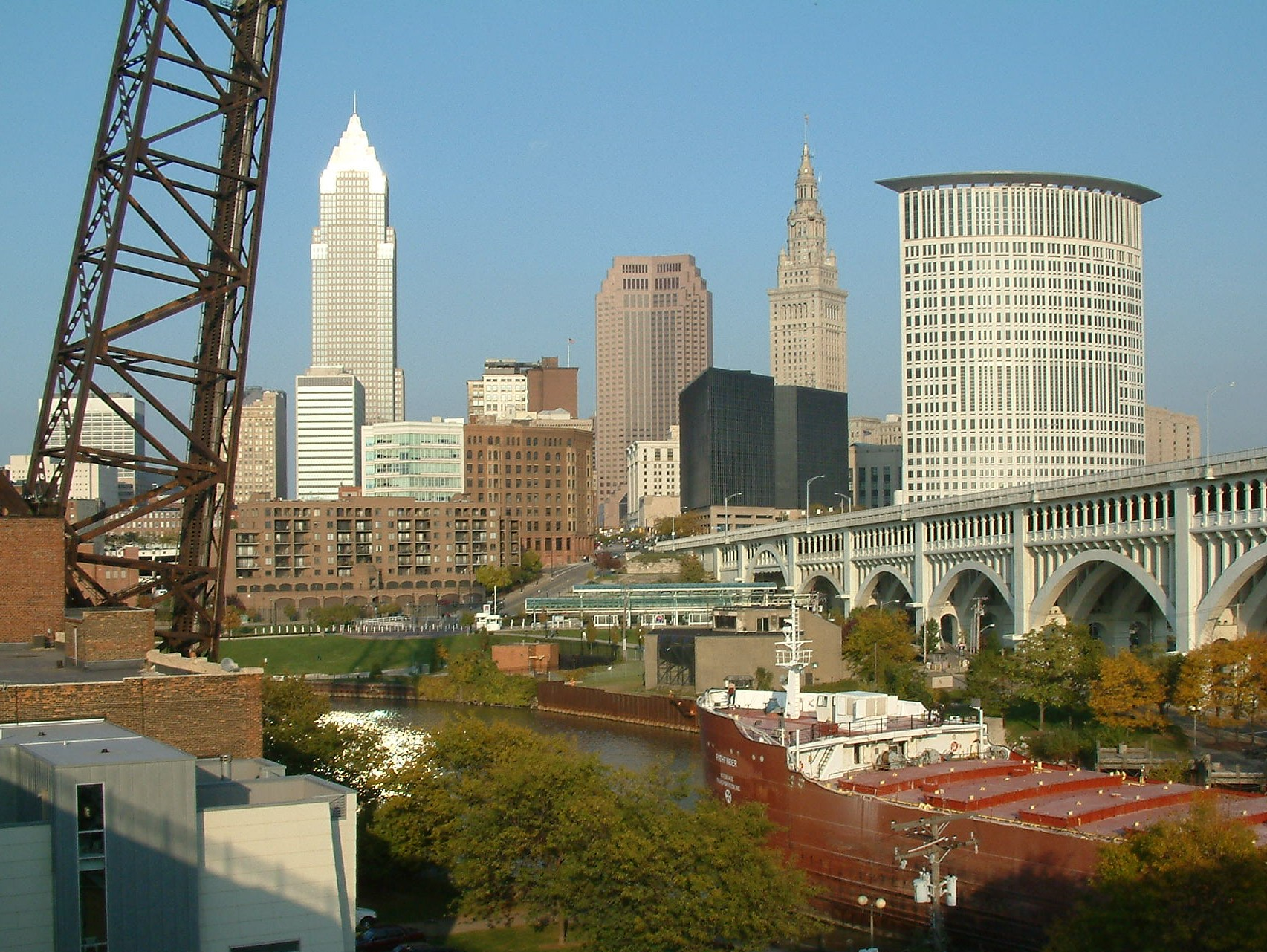
Вигляд середмістя Клівленда з боку Верхнього віадука

«Клівлендська Клініка» — найбільша в місті організація, де станом на 2008 рік працювало 37 000 осіб. Організація є однією з найкращих лікарень Сполучених Штатів, за даними «U.S. News & World Report». У Клівлендському секторі охорони здоров'я присутні також «Університетські шпиталі Клівленда» — відомий центр із лікування ракових захворювань, медичний центр «MetroHealth» і компанія медичного страхування «Medical Mutual of Ohio». Клівленд також знаний у галузі дослідження паливних елементів і в галузі біотехнологій, роботу в яких провадять Західний резервний університет Кейса, «Клівлендська Клініка» та «Університетські шпиталі Клівленда». Клівленд є одним із чільних міст-реципієнтів інвестицій у починання та дослідження в галузі біотехнологій. Західний резервний університет Кейса, «Клівлендська Клініка» та «Університетські шпиталі Клівленда» нещодавно оголосили про свої наміри створити великий дослідницький біотехнологічний центр та інкубатор на місці колишнього шпиталю «Маунт-Синай» зі створенням дослідницького кампусу, що б простимулювало розвиток нових біотехнологічних компаній, які могли б проводити незалежні дослідження від нині наявних у місті.

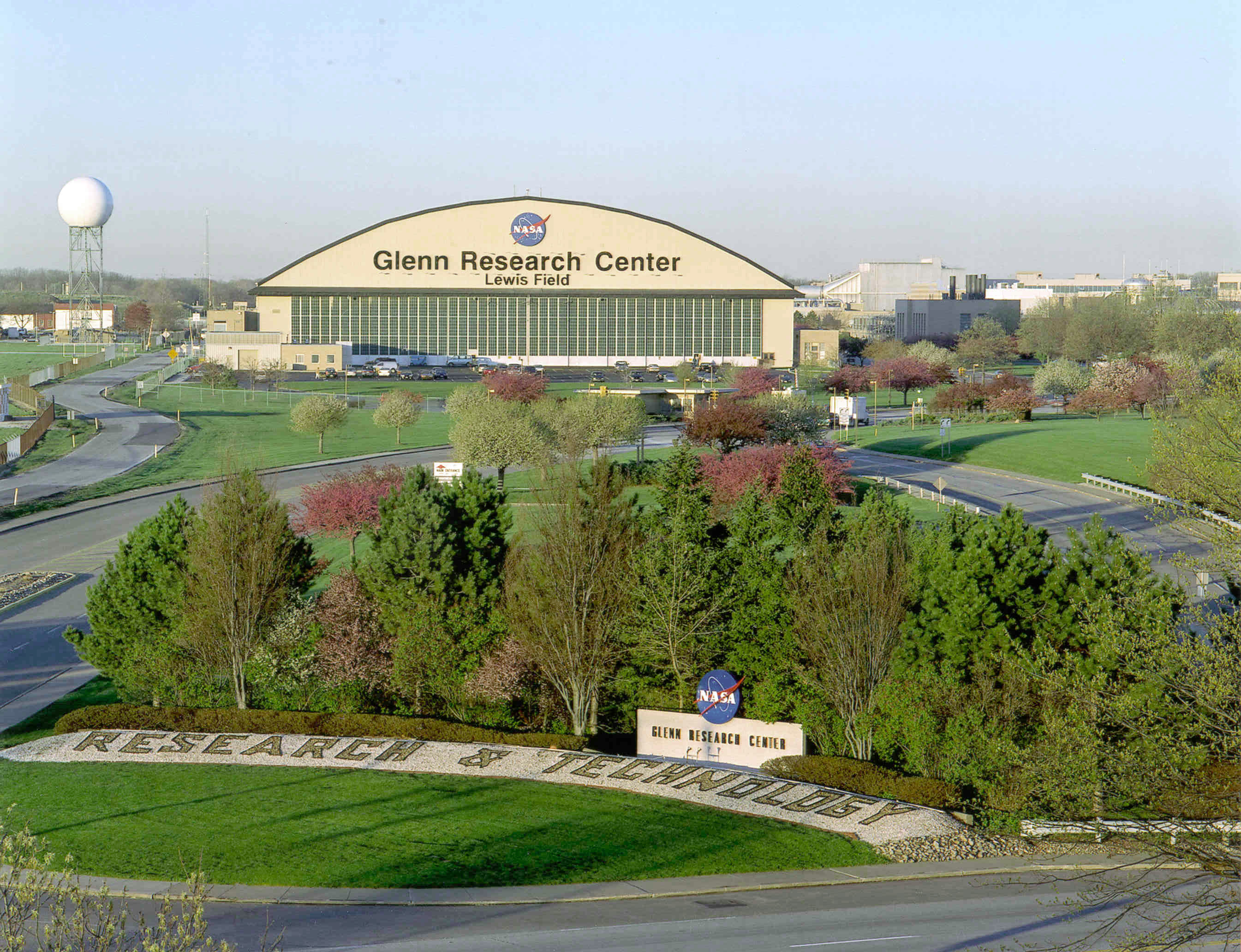
(НАСА) поряд із Клівленд (аеропорт)

Міські очільники сприяли росту технологічного сектора в першій декаді 21-го століття. Мер Джейн. Л. Кемпбелл найняла менеджера з технологій для залучення технологічних компаній до офісного ринку середмістя, пропонуючи їм доступ до високошвидкісних оптоволоконних мереж, що закладені під середмістям, у декількох «гай-тех офісах», сконцентрованих у районі Евклідової авеню. Водночас Клівлендський штатний університет найняв спеціаліста з технологічного трансферу для сприяння технологічного втілення досліджень КШУ в ринкових ідеях компаній Клівлендської економічної зони. Також університет найняв віце-президента з економічного розвитку. Західний резервний університет Кейса брав участь у технологічних ініціативах, як-от проекті «OneCommunity» — високошвидкісній оптоволоконній мережі, що сполучає місцеві дослідницькі центри і має на меті стимулювати їхній розвиток. У середині 2005 року компанія «Intel» надала Клівлендові звання «Всесвітньої цифрової спільноти», разом із Корпусом-Крісті, Філадельфією та Тайбеєм. Це внесло близько 12 мільйонів доларів для розширення регіонального технологічного співробітництва, створення всеміської мережі бездротового Інтернету та розвитку технологічного сектора економіки міста.
На додачу до цієї ініціативи Intel, 2006 року аналітичний центр «Форум розумних спільнот», зі штаб-квартирою в Нью-Йорку, вибрав Клівленд із семи фіналістів та присвоїв йому нагороду «Розумна спільнота року». Центр оголосив, що номінував місто за його мержу «OneCommunity» із можливим широкосмуговим застосуванням. Із вересня 2006 року «OneCommunity» почала співпрацю із «Cisco Systems» задля розгортання мережі бездротового доступу до Інтернету в межах міста.

## Спорт
Клівленд має декілька професійних команд. Клівленд Індіенз (англ. Cleveland Indians), професійна бейсбольна команда є членом Головної бейсбольної ліги.
«Клівленд Браунс» (англ. Cleveland Browns) є членом Національній футбольній ліги. «Клівленд Кавальєрс» (англ. Cleveland Cavaliers) є членом Національної баскетбольної асоціації.

## Культура
Клівленд є також великим культурним центром. Тут 9 вищих навчальних закладів, у тому числі один з найстаріших на Середньому Заході Західний резервний Університет Кейза, заснований в 1826 році; багатий Художній музей; театри (один з найстаріших — «Плей-гаус»); Клівлендський симфонічний оркестр; великі газети, 9 телевізійних і 26 радіостанцій.
1995 року в місті Клівленді, там, де один з перших диск-жокеїв Алан Фрід в 1950-х роках популяризував сам термін «рок-н-рол», було відкрито «Пантеон рок-н-рольної слави».

## Відомі люди
- Вон Глейсер (1872—1958) — американський актор
- Роланд Вест (1885—1952) — голлівудський режисер
- Еліс Келхун (1900—1966) — американська актриса німого кіно
- Вільям Г. Деніелс (1901—1970) — американський кінооператор
- Берджесс Мередіт (1907—1997) — американський актор, режисер, сценарист і продюсер
- Джеррі Сігел (1914—1996) — американський сценарист книги коміксів
- Девід Дюран (1920—1998) — американський актор
- Дороті Дандрідж (1922—1965) — американська акторка й співачка
- Генрі Манчіні (1924 — 1994) — американський диригент і кінокомпозитор
- Пол Ньюман (1925 — † 2008) — американський актор і режисер
- Гел Голбрук (1925—2021) — американський актор
- Фред Віллард (1933—2020) — американський актор, комік та письменник
- Боб Каннінгем (* 1934) — американський джазовий контрабасист
- Вес Крейвен (* 1939) — культовий режисер у жанрі фільмів жахів
- Марк Лестер (* 1946) — американський режисер, продюсер та сценарист
- Даррелл Ісса (* 1953) — американський бізнесмен і політик
- Арсеніо Гол (* 1956) — американський актор кіно і телебачення, комік
- Аріель Кастро (* 1960 — † 2013) — американський злочинець
- Геллі Беррі (* 1966) — американська кіноакторка. Лауреатка премій «Оскар» (2002), «Золотий глобус» (2000) і «Еммі» (* 2000)
- Джейк Пол (* 1997) — американський актор і відеоблоґер
- Ентоні Дорр (* 1973) — американський письменник.